# Vuelo 407 de Emirates
El Vuelo 407 de Emirates era un vuelo programado por la aerolínea Emirates desde Melbourne a Dubái con una aeronave Airbus A340-500. El vuelo tuvo lugar el 20 de marzo de 2009. El accidente se produjo cuando la aeronave no logró despegar correctamente del aeropuerto de Melbourne al no ser capaz de conseguir incrementar su altitud, golpeando varias estructuras en el extremo final de la pista antes de finalmente conseguir ascender lo suficiente para volver al aeropuerto para un aterrizaje seguro. Aunque no se produjeron muertes ni heridos, el daño a la aeronave fue lo suficientemente grave como para que la Oficina de Seguridad del Transporte de Australia clasificara el evento como un "accidente". Los funcionarios de aviación lo han descrito como "lo más cerca que hemos estado nunca de una gran catástrofe de aviación en Australia".

## Accidente
El vuelo programado partió de Melbourne según lo planeado a las 22:30 utilizando la pista 16 de 3657 m de largo (11.998 pies). El capitán ordenó al copiloto que rotara 1043 m (3.422 pies) antes del final de la pista, viajando a una velocidad de 270 km/h (146 nudos). Cuando la aeronave se inclinó hacia arriba, no logró despegar del suelo y la sección de cola golpeó y siguió raspando la pista. El capitán se hizo cargo de los controles y aplicó el máximo empuje en los cuatro motores usando el retén de despegue/motor y al aire. Después de agotar toda la longitud de la pista, la aeronave no pudo despegar y no abandonó el suelo hasta 148 m (486 pies) más allá del final de la pista. El capitán dijo más tarde: "Pensé que íbamos a morir. Estuvo así de cerca".
Subsecuentemente, la aeronave golpeó la luz estroboscópica al final de la pista y continuó ascendiendo con dificultades. A 350 m (1.148 pies) más allá del final de la pista, el tren de aterrizaje golpeó y dañó el conjunto de antenas del localizador de 1,8 m de altura (5 pies 11 pulgadas). A 500 m (1.640 pies) más allá del final de la pista, la aeronave apenas esquivó la valla perimetral del aeropuerto de 2,24 m de altura (7 pies 4 pulgadas).
El avión finalmente se alejó sobre la bahía de Port Phillip. Luego, el primer oficial revisó los cálculos de rendimiento de despegue en su bolsa de vuelo electrónica y descubrió que había subestimado el peso de la aeronave en 100 toneladas (262,9 toneladas en lugar de 362,9). El comandante optó elegir Flex Temp (para ahorrar costos) lo cual fue una estimación inadecuada ya que, lo que resultó se tradujo en un empuje del motor inferior al necesario y, en consecuencia, una aceleración y velocidad de despegue insuficientes lo cual penalizó la carrera de despegue 
Los pilotos terminaron de verter combustible sobre la bahía a las 23:27 y posteriormente recibieron un informe de humo en la cabina.  Solicitaron el regreso inmediato, que el control de tráfico aéreo concedió, y regresaron al aeropuerto a las 23:36 horas sin más incidentes.

## Consecuencias

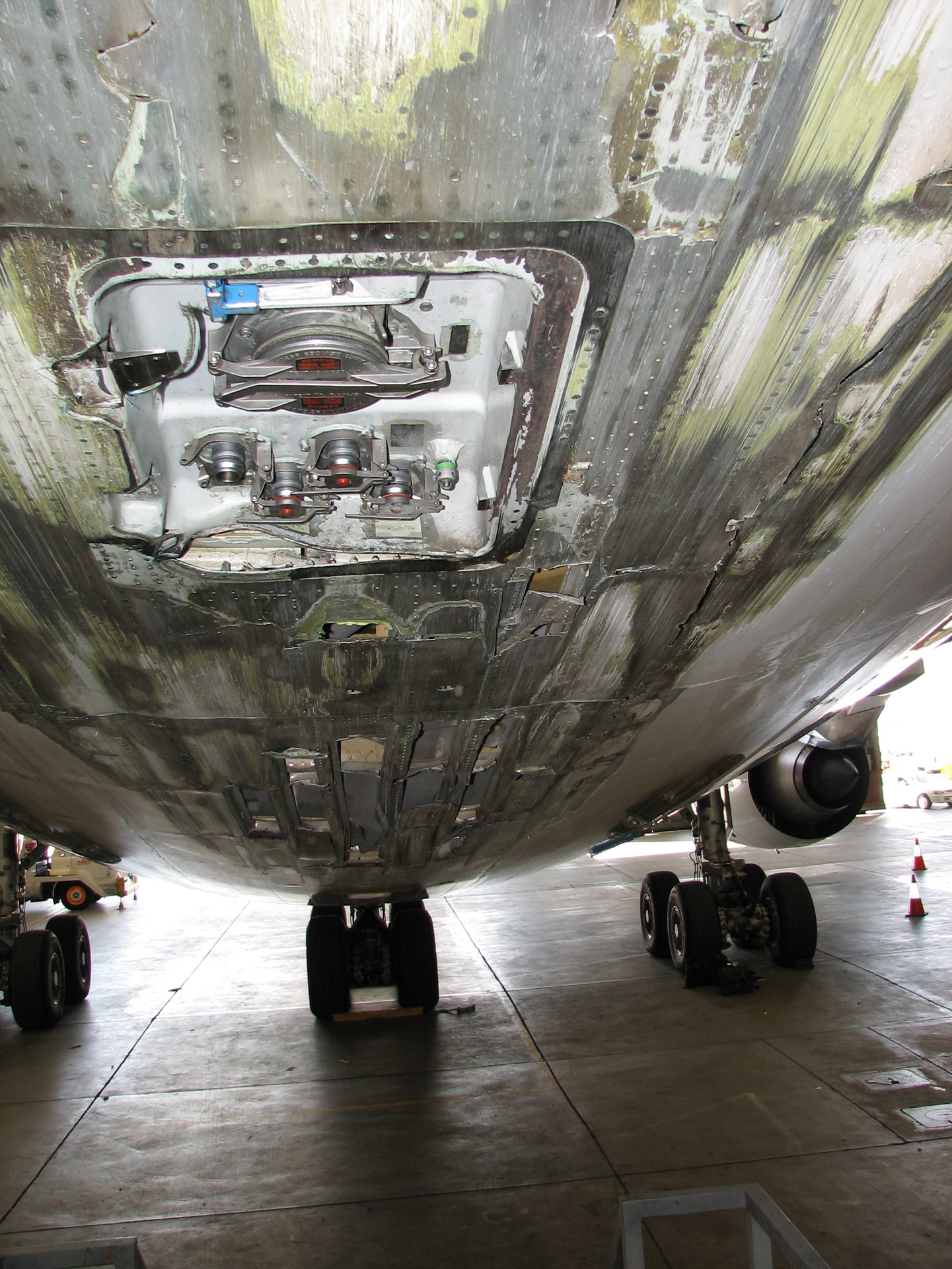
Imagen del estado de la parte inferior del fuselaje del A340-500 de Emirates.

A pesar de que el A340-500 tenía incorporada una protección contra impactos de cola, el mamparo de presión trasero y la estructura subyacente sufrieron graves daños durante la carrera de despegue cuando la cola golpeó la pista con una fuerza considerable.  La aeronave también sufrió daños importantes en la parte inferior del fuselaje al raspar la pista, ya que una gran superficie quedó completamente despojada de su lámina externa. La investigación del accidente fue realizada por la Oficina de Seguridad del Transporte de Australia (ATSB). Durante la investigación, se descubrió que el avión había experimentado al menos uno, sino posiblemente tres o más golpes de cola durante anteriores maniobras de despegue. Un preliminar y un informe provisional de la ATSB sugieren que el peso de despegue, que se utiliza para calcular la potencia de despegue, fue subestimado por 100 toneladas cuando el primer oficial introdujo 262,9 toneladas en lugar de 362,9 toneladas en la bolsa de vuelo electrónica del sistema. El avión no se retiró, sino que se llevó a Airbus a través de un vuelo a baja altitud sin presurización con ruta de Melbourne a Toulouse el 19 de junio a través de Perth, Singapur, Dubái y El Cairo con la tripulación volando por debajo de los 12.000 pies (3700 m).
La aeronave realizó su primer vuelo comercial después de las reparaciones el 1 de diciembre de 2009 como vuelo EK424 y permaneció en servicio operando vuelos internacionales de corta a media distancia desde Dubái, hasta que se retiró del servicio en octubre de 2014. Fue desguazado ese mismo año.
El accidente se ha descrito "más cerca que nunca hemos llegado a una catástrofe aérea importante en Australia" por funcionarios de la aviación.
Después de haber sido entrevistado por los investigadores, los dos pilotos del vuelo regresaron a Dubái. En una entrevista concedida a un periódico de Melbourne, el piloto del vuelo 407 reveló que él había dormido solo tres horas y media durante el período de veinticuatro horas anterior al accidente. El piloto, que pidió su identidad no será revelada al público, dijo:
Pensé que íbamos a morir. Estuvo así de cerca.
Sobre el tema de la fatiga, mencionó que él había volado un total de 99 horas durante el mes anterior, a una hora por debajo de los máximos de 100 de vuelo en horas permitidas por Emirates. Se pidió al capitán y al copiloto que dimitieran de Emirates a su llegada a Dubái y ambos lo hicieron.
En octubre de 2011, la ATSB publicó los resultados de su investigación sobre el incidente. Descubrieron que la causa era un error humano e instaron al desarrollo de ayudas tecnológicas que alertarían a los pilotos sobre la entrada incorrecta de datos o la velocidad de despegue insuficiente.
En respuesta al incidente, Emirates revisó sus procedimientos previos al vuelo y exigió la duplicación de las computadoras portátiles utilizadas para la planificación previa al vuelo a fin de garantizar la entrada dual de datos. También están desarrollando un sistema de aviónica para monitorear y alertar la aceleración del despegue.  Airbus actualizó su software para detectar datos erróneos. En octubre de 2011, anunciaron planes para incluir un programa de software para calcular la longitud de pista requerida. Además, Airbus está desarrollando un sistema de monitoreo para calcular las tasas de aceleración requeridas y aplicar una "prueba de razonabilidad" a la entrada de datos y alertar al piloto de cualquier error potencial. El sistema podría estar potencialmente certificado para 2015.

## Resultados del informe

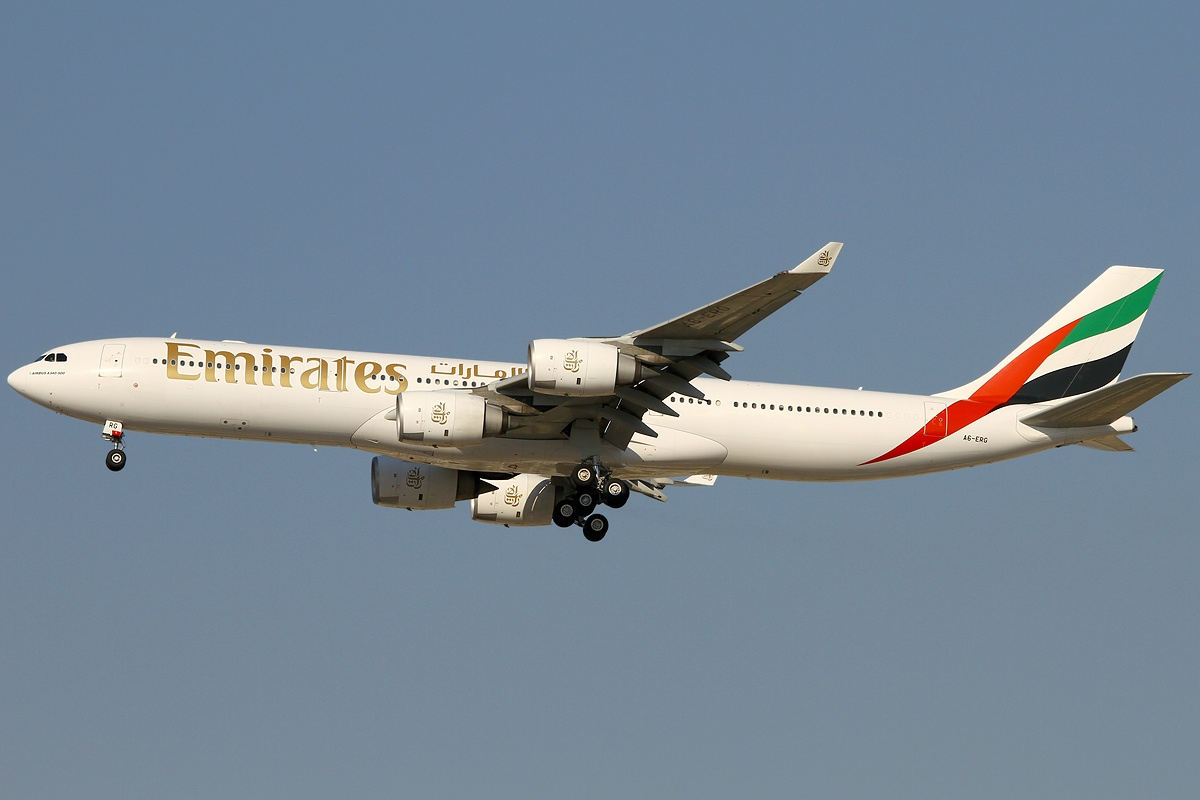
El avión fue reparado y continuó volando hasta que fue retirado en el 2014, la imagen es del 2013.

La investigación ATSB encontró que un incorrecto temperatura de la flexión se aplicó, sobre la base de un peso de la aeronave incorrectamente introducido. Esto dio lugar a una aceleración y velocidad más baja que el empuje del motor necesario y, por consiguiente insuficiente.
Los estudios demostraron que la tripulación aérea podría tener dificultades para reconocer que se habían ingresado datos incorrectos en el equipo de aviónica, lo que resultaba en un desempeño deficiente en el despegue. La ATSB emitió una recomendación de seguridad a la Administración Federal de Aviación de los Estados Unidos y un aviso de seguridad a la Asociación de Transporte Aéreo Internacional y la Fundación de Seguridad de Vuelo. Además, Airbus investigó el desarrollo de software para ayudar a los pilotos a reconocer un desempeño inusual o deficiente en el despegue.